# Jay Hammer
Jay Hammer conosciuto anche come Charles Jay Hammer (San Francisco, 16 novembre 1944) è un attore statunitense.
Ha partecipato alle serie tv Squadra emergenza, I Jefferson, nella soap opera Sentieri.
È sposato con Dene Nardi dal 1990. Hanno due figlie.

## Filmografia parziale

### Televisione
- Una vita da vivere (One Life to Live) – serie TV, 1 episodio (1968)
- Neither Are We Enemies, regia di David Pressman – film TV (1970)
- The Execution of Private Slovik, regia di Lamont Johnson – film TV (1974)
- Il segno di Zorro (The Mark of Zorro), regia di Don McDougall – film TV (1974)
- F. Scott Fitzgerald in Hollywood, regia di Anthony Page – film TV (1975)
- I grandi eroi della Bibbia (Greatest Heroes of the Bible) – miniserie TV, 3 puntate (1978)
- I Jefferson (The Jeffersons) – serie TV, 15 episodi (1978-1979)
- Sentieri (The Guiding Light) – serial TV, 194 puntate (1984-2009)